# William Gregory (fl. 1406–1414)
William Gregory (fl. 1406–1414) war ein englischer Politiker.
Gregory wohnte in Guildford in Surrey. Im Juni 1406 nahm er als Abgeordneter für das Borough Guildford an den Sitzungen des englischen House of Commons teil. Zur gleichen Zeit trat er am Court of Exchequer als Kautionsbürge (mainpernor) für John Stoughton aus Guildford auf, dem bestimmte königliche Ländereien in Middlesex verpfändet waren. Sein Name wird im Dezember 1406 in einer königlichen Begnadigung (Tötungsdelikt an Gregorys Diener) erwähnt. Letztmals urkundlich erwähnt ist seine Teilnahme an der Wahl der Knights of the Shire für das County Surrey am Gericht in Guildford 1414.